# Sundapirol
Der Sundapirol (Oriolus melanotis, Syn.: Oriolus viridifuscus) ist eine etwa 25 cm große südostasiatische Vogelart aus der Familie der Pirole.

## Unterarten
Es sind zwei Unterarten bekannt: Die Nomitatform O. m. melanotis, die auf Timor, Roti und Semau vorkommt, und O. m. finschi, die auf Wetar und Atauro vorkommt. Diese Unterart wurde früher als eigene Art angesehen und zählt mittlerweile als Unterart. Die Sundapirole auf Atauro werden derzeit der Unterart O. m. finschi untergeordnet, möglicherweise bilden sie jedoch eine noch nicht beschriebene Unterart.

## Merkmale
Männchen der Nominatform haben eine dunkel-olivgrüne Oberseite mit einigen dunklen Streifen. Die Flügel sind dunkelbraun; die Flügeldecken verfügen über helle Ränder. Die Schwanzfedern sind oben ebenfalls dunkelbraun und unten blass; sie weisen helle Enden auf. Das Gesicht ist schwarz gefärbt. Die gesamte Unterseite ist gräulich. Iris und Schnabel sind rot, die Beine sind dunkelgrau.
Weibchen der Nominatform haben eine hellbraunere Oberseite, die markanten Streifen am Nacken fehlen. Der Bürzel ist blasser und die Unterseite schmutzigweiß mit braunen Streifen, hauptsächlich auf der Brust. Das Gesicht ist schwarz und mit weißen Augenbrauen versehen. Der Schnabel ist braun bis schwarz.
Jungvögel der Nominatform ähneln den Weibchen, haben jedoch mehr Streifen auf der Brust.
Vögel der Unterart O. m. finschi sind den Weibchen der Nominatform recht ähnlich, die olivgrüne Färbung der Oberseite fehlt jedoch. Der insgesamt dunklere Kopf ist schlichter und die Unterseite mittelbraun. Die Iris ist hellbraun. Das Männchen ist insgesamt etwas dunkler als die Nominatform und hat eine graue Oberseite.

### Stimme
Der Gesang besteht aus einem „ti-ti-lu-i“ mit vielen Variationen und aus einem langgestreckten, klingelnden „ti-u“. Die Paare singen abwechselnd im Abstand von sechs bis sieben Sekunden.
Auf Atauro werden stark abweichende Rufe beschrieben: „wi-ou“, „wick-wick-wou“ (oder „gwick-gwick-ou“) und „swiil-ou“.

## Verbreitung
Der Sundapirol kommt nur in der Timor and Wetar Endemic Bird Area vor. Auf Timor, Wetar, Semau und Roti ist er nur spärlich verbreitet, während er auf Atauro recht häufig vorkommt.
Er ist ein Standvogel.

## Lebensraum
Der Vogel bewohnt Primärwälder und sekundäre Monsunwälder mit Laubbäumen und geschlossenem Blätterdach. Zudem ist er in offenen Wäldern, in Mangrovenwäldern und in Kulturlandschaften in Waldnähe anzutreffen. Dabei bleibt er im Flachland unter 300 m.
Auf Atauro kommt er in den Bergwäldern in der Umgebung des Mano Côco, in Höhen von 750 m bis 970 m häufig vor.

## Ernährung
Sundapirole suchen ihre Nahrung allein oder zu zweit in verschiedenen Stockwerken des Waldes, hauptsächlich in der Strauch- und Baumschicht. Über ihre bevorzugte Nahrung ist wenig bekannt. Vermutlich ernähren sie sich von Früchten, Samen und Gliederfüßern.

## Gefährdung
Trotz des relativ kleinen Verbreitungsgebietes von etwa 43.500 km² wird die Art in der Roten Liste der IUCN als nicht gefährdet (Least Concern) eingestuft.